# John Browning
John Moses Browning (Ogden, 23 de Janeiro de 1855 — Liége, 26 de Novembro de 1926) foi um armeiro projetista e inventor americano, que desenvolveu muitas variedades de armas de fogo civis e militares, cartuchos e mecanismos de armas, muitos dos quais ainda estão em uso em todo o mundo. Ele é considerado um dos mais bem sucedidos projetistas de armas de fogo do século XX, no desenvolvimento de modernas armas automáticas e semiautomáticas, e é creditado com 128 patentes de armas. Ele fez sua primeira arma de fogo aos 13 anos na armeria de seu pai, o armeiro Jonathan Browning, e foi premiado com sua primeira patente em 7 de outubro de 1879, aos 24 anos.
Browning influenciou quase todas as categorias de projetos de armas de fogo. Ele inventou ou fez melhorias significativas para todo tipo de arma portátil de sua época, seja de tiro simples, repetição por alavanca e deslizamento, pistolas, carabinas e fuzis semi automáticos e metralhadoras. Suas contribuições mais significativas foram indiscutivelmente na área das armas de fogo automáticas e semiautomáticas.  Ele desenvolveu as primeiras pistolas de carregamento automático que eram confiáveis e compactas, inventando o ferrolho telescópico, um sistema de ferrolho que aloja completamente o cano da arma. O projeto do ferrolho telescópico de Browning é encontrado agora em quase toda pistola semiautomática moderna, também como as diversas armas modernas inteiramente automáticas. Ele também desenvolveu a primeira metralhadora de sistema de aproveitamento de gases do disparo, o Colt-Browning Modelo 1895, um sistema que se tornou padrão para a maioria dos projetos de armas automáticas de alta potência em todo o mundo. Browning também contribuiu significativamente para o desenvolvimento de canhões automáticos.
Os projetos mais bem-sucedidos de Browning incluem a pistola M1911, a M1917,  a M1919 e as metralhadoras pesadas M2, o fuzil automática Browning e a Browning Auto-5 - a primeira espingarda semi-automática. Algumas dessas armas ainda são fabricadas, geralmente com apenas pequenas alterações nos detalhes e nos cosméticos daqueles montados por Browning ou seus licenciados. Suas armas são algumas das armas de fogo mais copiadas do mundo.

## Vida e obras
Browning era um membro da Igreja de Jesus Cristo dos Santos dos Últimos Dias e serviu uma missão de dois anos na Geórgia a partir de 28 de março de 1887. Seu pai Jonathan Browning, que estava entre os milhares de pioneiros mórmons no êxodo em massa de Nauvoo, Illinois a Utah, estabeleceu uma loja de armeiro em Ogden em 1852. John Moses começou a trabalhar na loja de seu pai aos sete anos, onde aprendeu princípios básicos da engenharia e da fabricação, e incentivado a experimentar novos conceitos. Ele desenvolveu seu primeiro rifle, uma arma de tiro único no sistema de bloco cadente, e então em parceria com seu irmão Matthew Sandifer Browning iniciou sua própria oficina onde começou a produzir esta arma de fogo.

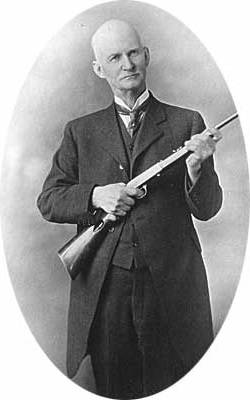
Browning em seus últimos anos

### Legado
A Metralhadora M1895 se viu em ação na guerra Hispano-Americana com os Fuzileiros Navais dos Estados Unidos.  A Colt M1911, Browning 1917/19, e a BAR se viu em ação na Primeira Guerra Mundial, Segunda Guerra Mundial e a Guerra da Coreia, com a M1911 passando a servir como braço lateral padrão dos EUA até 1985; uma variante ainda é usado pela Unidade de operações especiais do Corpo de Fuzileiros Navais dos Estados Unidos e o projeto permanece muito popular entre atiradores civis e alguns departamentos de polícia. O Browning Hi-Power tem um período de serviço similarmente longo fora dos Estados Unidos, e continua a ser o braço lateral padrão das forças armadas australianas e canadenses. A Metralhadora M2 Browning, o calibre intemporal "Ma Deuce", que foi desenvolvido em 1918, entrou em serviço nas Forças Armadas dos EUA em 1921 e permanece em serviço por quase um século com as forças armadas de todo o mundo em uma variedade de papéis.  O Canhão M4, um 37mm autocanhão, foi inicialmente concebido por Browning em 1921, e entrou em serviço em 1938; foi usado tanto em aeronaves como no Barco PT da Marinha dos Estados Unidos durante a Segunda Guerra Mundial.

## Produtos
Vários projetos de Browning ainda estão em produção hoje. Alguns de seus projetos mais notáveis incluem:

### Cartuchos
- .25 ACP
- .32 ACP
- .38 ACP
- .380 ACP
- .45 ACP
- .50 BMG
- 9mm Browning Long

### Pistolas
- FN M1899/M1900 (.32 ACP)
- Colt Modelo 1900 (.38 ACP)
- Colt Modelo 1902 (.38 ACP)
- Colt Modelo 1903 Pocket Hammer (.38 ACP)
- FN Modelo 1903 (.32 ACP, 9mm Browning Long)
- Colt Modelo 1903 Pocket Hammerless (.32 ACP)
- FN Modelo 1906 Vest Pocke (.25 ACP)
- Colt Modelo 1908 Vest Pocket (.25 ACP)
- Colt Modelo 1908 Pocket Hammerless (.380 ACP)
- FN Modelo 1910 (.32 ACP, .380 ACP)
- Pistola U.S. M1911 (.45 ACP)
- Browning Hi-Power (9mm Parabellum)
- Colt Woodsman pistola (.22 LR)